# Alba Gaïa Bellugi
Alba Gaïa Kraghede Bellugi (* 5. März 1995 in Paris) ist eine französische Schauspielerin. 

## Leben
Alba Gaïa Bellugi ist die Tochter des italienischen Bühnenbildners Duccio Bellugi-Vannuccini und der dänischen Kostümbildnerin Jette Kraghede. Ihre jüngere Schwester ist die Schauspielerin Galatéa Bellugi. Durch die Arbeit ihrer Eltern war sie bereits während ihrer Jugend am Théâtre du Soleil beschäftigt. Im Alter von zehn Jahren kamen die ersten Filmrollen wie 2005 in Die Zeit die bleibt und 2009 in La robe du Soir.
Internationale Bekanntheit erlangte sie in der Nebenrolle der Elisa in Ziemlich beste Freunde (Intouchables), wo sie die Adoptiv-Tochter von Philippe spielt, der von François Cluzet dargestellt wird. 
Sie lebt in Paris.

## Filmografie
- 2005: Die Zeit die bleibt (Le temps qui reste)
- 2006: Je m’appelle Élisabeth
- 2010: La robe du soir
- 2011: Ziemlich beste Freunde (Intouchables)
- 2012: Thérèse (Thérèse Desqueyroux)
- 2013: Désolée pour hier soir (Kurzfilm)
- 2014: Dreimal Manon (Trois fois Manon) (TV-Mehrteiler)
- 2014: Aimer, boire et chanter
- 2015–2020: Büro der Legenden (Le Bureau des Légendes, TV-Serie)
- 2016: Der Stoff der Träume (La stoffa dei sogni) (TV-Film)
- 2016: Manon, 20 Jahre (Manon 20 ans) (TV-Mehrteiler)
- 2019/20: Die Frau aus dem Meer (Une île) (TV-Mehrteiler)
- 2020/21: Into the Night (TV-Serie)
- 2021: Eiskalter Engel (Inexorable)
- 2023: Das war nicht mehr ich (La fille qu'on appelle) (TV-Film)
- 2023: Der Schwarm (TV-Serie)
- 2024: La récréation de juillet
- 2024: Maldoror
- 2024: Concordia – Tödliche Utopie (Fernsehserie)